# Hirata Atsutane

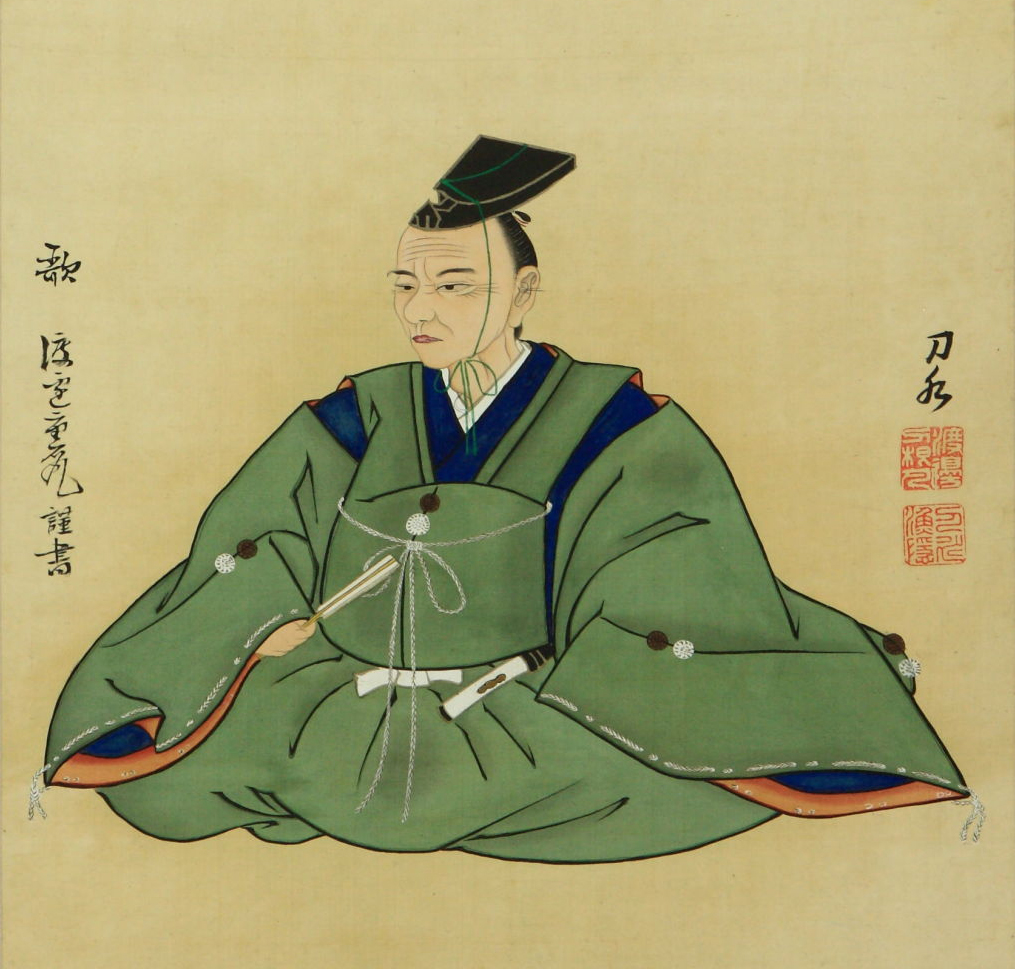
Hirata Atsutane

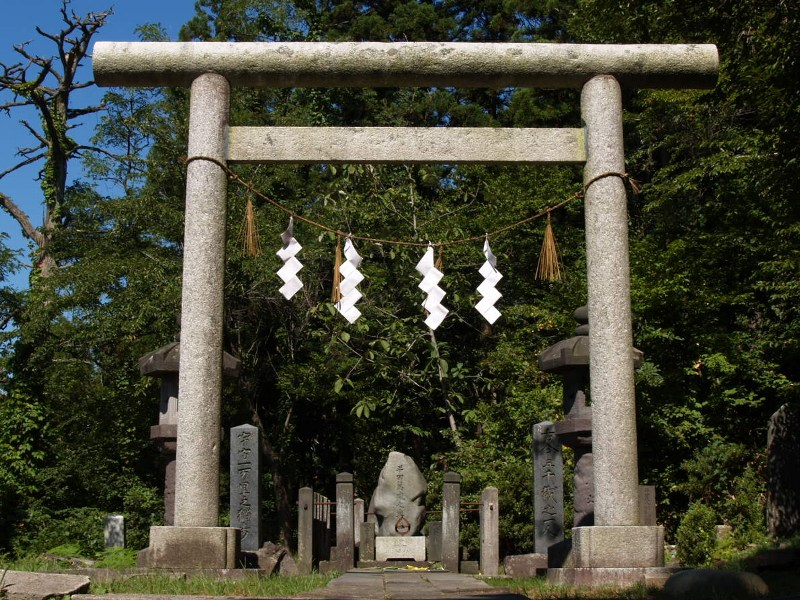
Atsutanes Grab in Akita

Hirata Atsutane (japanisch 平田 篤胤; geb. 6. Oktober 1776 in Akita, Provinz Dewa, heute: Präfektur Akita; gest. 2. November 1843) war ein japanischer Gelehrter, der letzte der „Vier Großen der Kokugaku“ und einer der bedeutenden Erforscher des Shintō. Sein Schriftstellername war Ibukinoya, verehrt wurde er als „Großer Abgrund“ (大壑, Daigaku).

## Leben
Atsutane wurde in Akita (Dewa) als Sohn des einfachen Samurai Ōwada Sachitane (大和田 祚胤) geboren und hieß zunächst Ōwada Masayoshi (大和田 胤行). Im Alter von 20 Jahren entfernte er sich verbotenermaßen aus dem Han, ging nach Edo und dann weiter nach Matsuyama (Provinz Bitchū), wo er im Jahr 1800 von Hirata Atsuyasu, einem Samurai des Itakura-Klans adoptiert wurde. Er studierte ohne Lehrer Geschichte und alte Literatur, wurde Anhänger der Kokugaku-Lehre, nannte sich erst Masuge-no-ya (真菅乃屋), dann Ibuki-no-ya (気吹乃屋).
Atsutane beschäftigte sich mit dem Konfuzianismus, wie er von Yamazaki Ansai (1619–1682) gelehrt wurde. Dann wandte er sich dem chinesischen Philosophen Zhuangzi zu, beschäftigte sich mit Taoismus und den Werken von Motoori Norinaga, einem der Begründer der Kokugaku-Schule. Wie Norinaga verwarf auch Atsutane den Konfuzianismus und Buddhismus und strebte eine Wiederbelebung des eigenen japanischen Weges an. Dabei unterschied er sich von Motoori, den er erst nach dessen Tod studierte: statt den Überlieferungen buchstäblich zu folgen, strebte er eine zeitgemäße Interpretation an.
Zu Atsutanes ersten Publikationen gehört Kamōsho, das 1803 erschien und in dem er die Arbeit Bendōsho (弁道書) des konfuzianischen Denkers Dazai Shundai (1680–1747) kritisierte. Er trug vor allem wesentlich zur Wiederbelebung des Shintō bei und unterstützte die Stärkung des Kaisers. Die Yoshida-Familie lud ihn im Rahmen des Yoshida-Shintō als Lehrer ein. Atsutane gehörte zu denen, der an die Existenz einer eigenen japanischen Schrift vor der Übernahme der chinesischen Zeichen, an die Echtheit der Jindai Moji, glaubte.
Sein Eintreten für die Rechte des Kaisers rief den Argwohn des Shogunats hervor. 1841 wurde er aufgefordert, das Schreiben zu unterlassen. Atsutane zog sich darauf nach Akita zurück, wo er bald darauf starb.
Zu Atsutanes Schülern gehören neben seinem Adoptivsohn Kanetane (銕胤; 1799–1880) unter anderen Ōkuni Takamasa (1793–1871), Suzuki Shigetane (1812–1863), Mutobe Yoshika (六人部 是香), Ikuta Yorozu (生田 万), Konda Naosuke (権田 直助; 1809–1887), Yano Harumichi (矢野 玄道; 1832–1887) und andere. Nach Atsutanes Tod traten bei seinen Nachfolgern die religiösen Bezüge in den Hintergrund, es verstärkte sich die auf den Kaiser bezogene nationalistische Richtung.

## Werke (Auswahl)
- Kodō taii (古道大意; 1811, 1824) Einführung in Kokagu. Ablehnung des Buddhismus, Konfuzianismus und der westlichen Wissenschaft.
- Shintō taii (俗神道大意)
- Kinshin shinron (鬼神新論; 1805), ein neuer Beitrag zu den Göttern.
- Koshi seibun (古史成文)
- Kadō taii (歌道大意)
- Tama no mihashira (霊能真柱; 1812)
- Tama-dasuki (玉襷; 1824)
- Koshi-den (古史伝; 1825), das sind ausführliche Kommentare zur Götterwelt in Kojiki und Nihonshoki.
- Koshi-chō (古史徴): Werk zur Kokugaku. 4 Bände. erschien 1818 bis 1819. Man müsse alte Schriften nicht wörtlich nehmen, sondern dem Sinne nach.
- Ibukinoya kashū (気吹乃屋歌集)
- Honkyō gaihen (本教外篇)
- Senkyō ibun (仙境異聞)